# Немежево
Немежево (пол. Niemierzewo) — село в Польщі, у гміні Квільч Мендзиходського повіту Великопольського воєводства.
Населення — 160 осіб (2011).
У 1975-1998 роках село належало до Познанського воєводства.

## Демографія
Демографічна структура станом на 31 березня 2011 року:
|          | Загалом | Допрацездатний вік | Працездатний вік | Постпрацездатний вік |
| -------- | ------- | ------------------ | ---------------- | -------------------- |
| Чоловіки | 81      | 14                 | 60               | 7                    |
| Жінки    | 79      | 20                 | 39               | 20                   |
| Разом    | 160     | 34                 | 99               | 27                   |